# Eliotia souleyeti
Eliotia souleyeti Vayssière, 1909 è un mollusco nudibranchio della famiglia Madrellidae. È l'unica specie nota del genere Eliotia.